# フレンドリー
株式会社フレンドリー（Friendly Corporation）は、大阪府大東市に本社を置く、讃岐うどんのチェーン店（香の川製麺）を運営する企業。かつては社名と同名のファミリーレストランを展開していた。東京証券取引所スタンダード上場企業。

## 沿革
- 1954年（昭和29年）- 創業者・重里善四郎が、株式会社すし半設立。
- 1959年（昭和34年）- 河重産業株式会社に社名変更。
- 1968年（昭和43年）- 日本フードサービス株式会社に社名変更。
- 1971年（昭和46年）- 日本ファーストフードサービスインダストリ株式会社と合併。
- 1985年（昭和60年）- 現社名に変更。
- 1986年（昭和61年）- 大阪証券取引所2部に上場。
- 1994年（平成6年）- 重里善四郎から、息子の重里育孝に社長交代。善四郎は会長に就任。
- 2002年（平成14年）- 重里善四郎が逝去。
- 2007年（平成19年）
  - 1月12日 - 同年10月1日にサトレストランシステムズが当社を吸収合併すると発表。
  - 3月30日 - 上記吸収合併を撤回。
- 2013年（平成25年）- 大阪証券取引所と東京証券取引所の現物株市場統合に伴い、東京証券取引所2部に上場。
- 2014年（平成26年）10月 - 地域経済活性化支援機構に新株予約権付社債・新株予約権を発行。りそな銀行に対してデットエクイティスワップを行い優先株式を発行[1]。
- 2018年（平成30年）
  - 5月 - 地域経済活性化支援機構が保有する新株予約権付社債・新株予約権の全てを権利行使し、議決権所有割合ベースで52.44%の株式を取得、親会社となる[2]。
  - 6月 - 同業のジョイフルが株式公開買付け（TOB）により、地域経済活性化支援機構が保有する全株式を取得し、親会社となる[3][4]。
- 2020年（令和2年）
  - 5月 - 株主優待制度の廃止を発表。同年3月31日の実施が最後となる。
  - 6月 - 主力業態である香の川製麺以外の全ての業態の閉店及び経営受託契約を解除。
  - 7月 - 2020年3月末時点で債務超過となったため、上場廃止に係る猶予期間入り。
- 2022年（令和4年）
  - 3月 - 株主優待制度が復活。同年3月末日現在100株以上保有している株主に対し6月上旬に送付[5][6]。
  - 4月 - 東京証券取引所の新市場移行に伴い第2部からスタンダードに移行する。
  - 6月 - 上場廃止に係る猶予期間入り銘柄から解除。

## 運営店舗

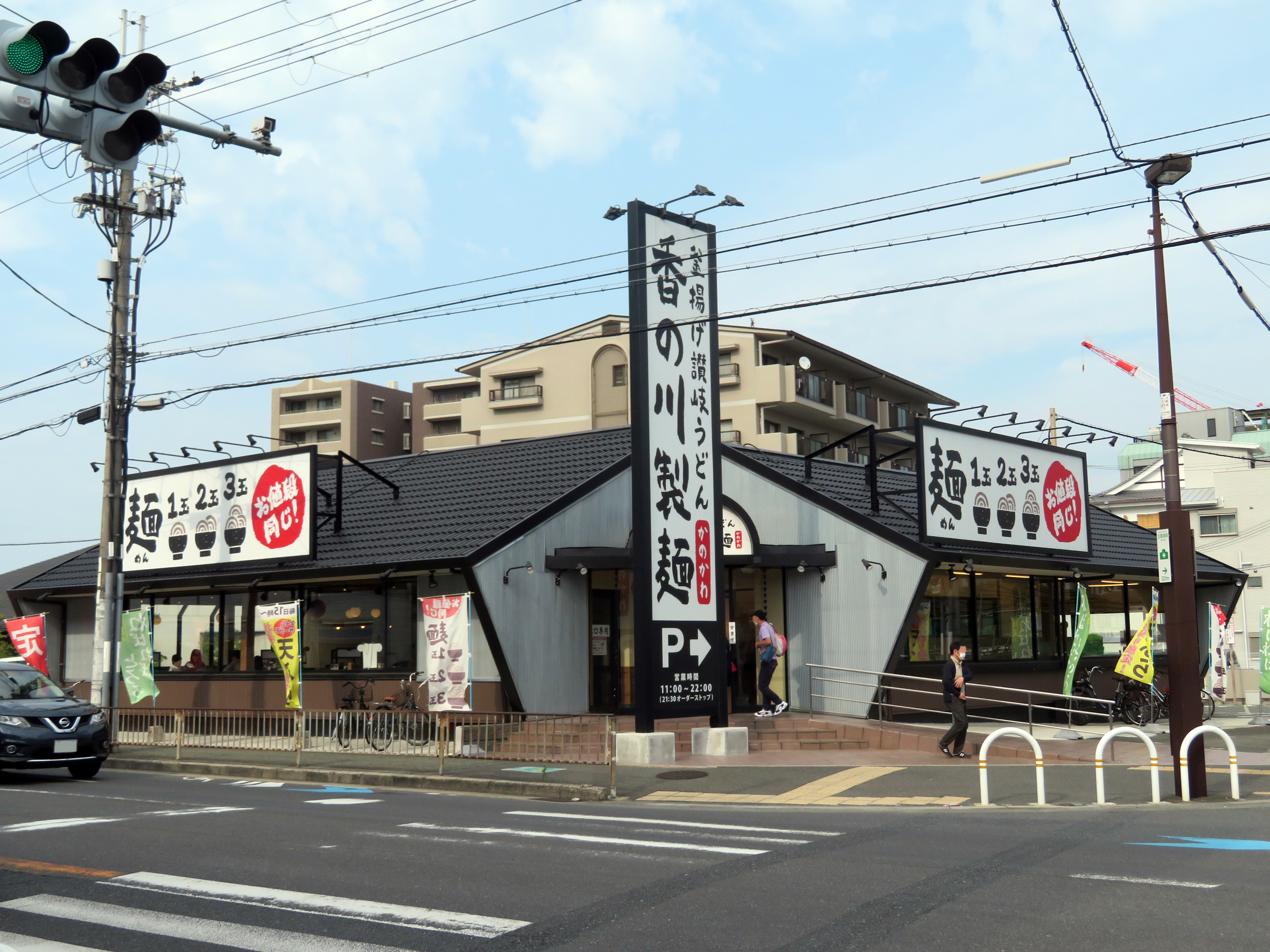
香の川製麺茨木店

- 香の川製麺（セルフうどん業態。2009年9月に寝屋川市に1号店がオープン。フレンドリーからの業態変更が多い。現在の主力業態であり唯一営業している業態である）

## 既に撤退した運営店舗

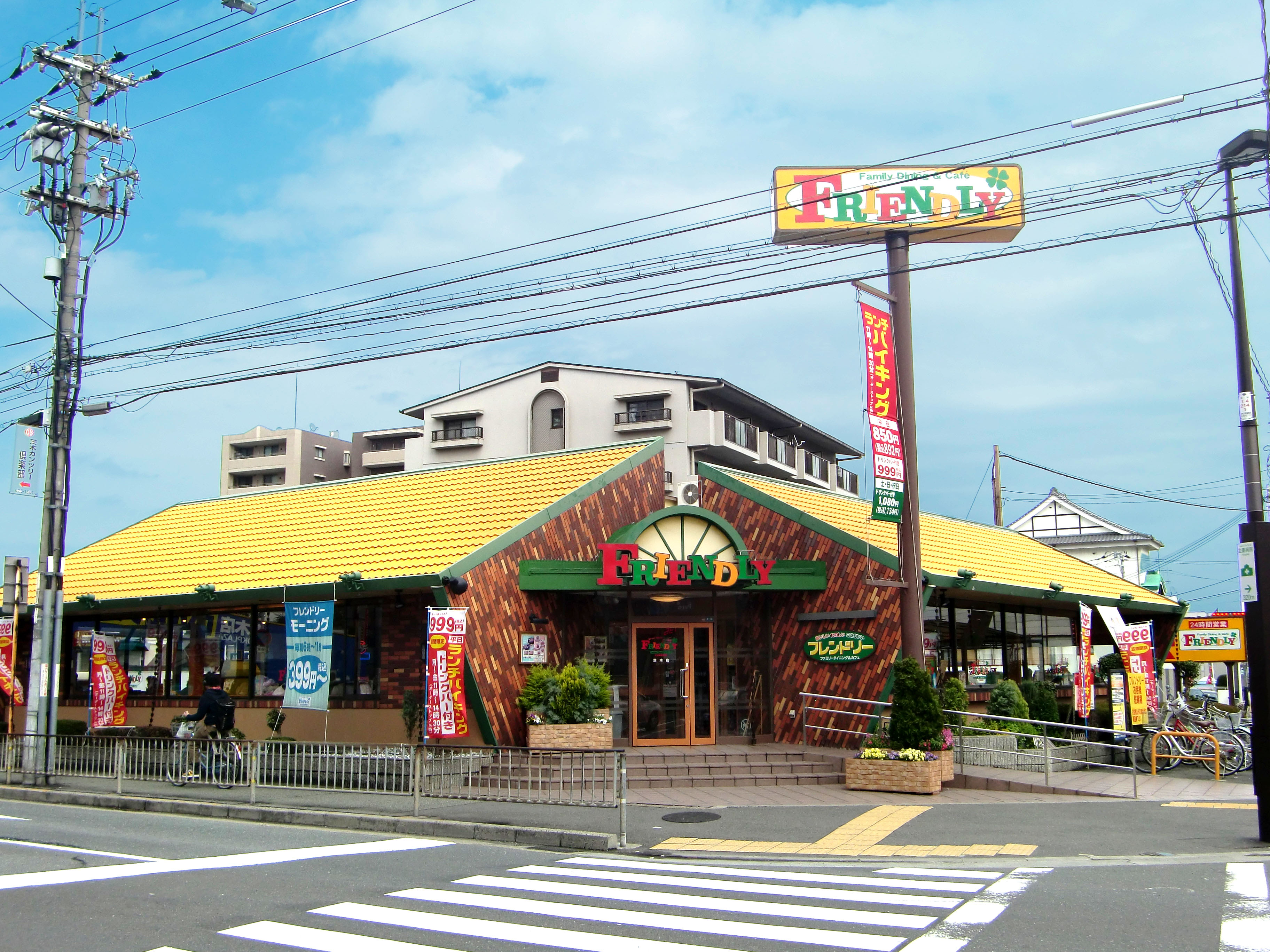
フレンドリー茨木店（現在は香の川製麺へ転換）

- フレンドリー（ファミリーレストラン。1977年に1号店をオープンして以来最盛期には80店舗以上関西地方に展開したが2020年6月をもってすべて閉店した。緑橋の跡地はローソン。）
- つくしんぼう（駅前居酒屋。旬の料理と味わいの酒を売り物としてきたがフレンドリー同様2020年6月をもってすべて閉店した）
- 源ぺい（寿司・ろばた。フレンドリー、団欒れすとらんボンズからの業態変更店舗も多かった。2020年6月をもってすべて閉店した）
- ゴッツ（低価格ファミリーレストラン。フレンドリーからの業態変更だったが2020年6月をもってすべて閉店した。我孫子は魚べいで豊中はローソン（食堂付き）、南加賀屋は香の川製麺に。）
- マルヤス水軍（低価格の寿司・海鮮料理。源ぺいからの業態変更だった）
- 新・酒場なじみ野（駅前居酒屋。一品の天ぷら、刺身がメインだった）
- キッチンジロー（洋食店。大阪市内２店舗の経営受託契約を株式会社キッチンジローと締結したが短期間で関西から撤退した）
- すし半（寿司・割烹。創業当初の業態）
- かっぽう日本（割烹）
- ステーキ日本（ステーキレストラン。創業以来初のロードサイド店）
- つぼ八（居酒屋。FC契約）
- カールスジュニア（ハンバーガーショップ）
- サーティワン（アイスクリームショップ。FC契約）
- 善（和食専門店。団欒れすとらんボンズと業態が似ていることから吸収され消滅した）
- イルパローネ（イタリアンレストラン）
- ギンガムキッチン（パスタ・ピザ専門店）
- ハッピーコング（ステーキとハンバーグの専門店）
- 団欒れすとらんボンズ（郊外型ファミリー居酒屋）
- 竹〇屋（しゃぶしゃぶ・鍋・季節の和膳）
- い～とみ～と（ビュッフェ・バイキング）
- フレッシュフレンドリー（ファミリーレストラン）